# Xaver Henselmann
Xaver Henselmann (* 28. November 1881 in Laiz, Hohenzollern; † 9. Juni 1918 im Feldlazarett Ensisheim, Elsass) war ein deutscher Architekt.

## Werdegang
Xaver Henselmann war das vierte Kind von Adalbert Georg Henselmann (1847–1920) und dessen Ehefrau Josepha Henselmann geborene Haug (1851–1928), er wurde am Tag seiner Geburt in Laiz römisch-katholisch getauft.
Henselmann absolvierte nach einer Ausbildung zum Zimmermann die württembergische Staatsprüfung zum Bauwerkmeister an der Baugewerkschule Stuttgart. Als Architekt und künstlerischer Mitarbeiter war er zuerst in Architekturbüros in Stuttgart und Zürich tätig, dann in Dresden bei William Lossow und Max Hans Kühne (Internationale Hygiene-Ausstellung 1911 in Dresden) sowie bei Martin Dülfer (Stadttheater Duisburg).
1911 gewann Xaver Henselmann den 1. Preis im Architektenwettbewerb für eine neue Oberrealschule in Jena. Beim reichsweiten Architektenwettbewerb für das Warenhaus Tietz in Köln wurde sein Entwurf angekauft. Die Königliche Akademie der Künste Berlin verlieh dem 30-jährigen Henselmann 1912 den Großen Staatspreis für Architektur (Rom-Preis). An der neu erbauten Villa Massimo war er erster Architektur-Stipendiat und zugleich letzter Stipendiat vor dem Ende der Monarchie. Von Rom aus beteiligte er sich vergeblich am umstrittenen Wettbewerb um das neue Botschaftsgebäude des Deutschen Reichs in Washington, D.C.
Nach der Rückkehr aus Italien rückte Henselmann am 3. August 1914 als Landwehrmann in den Ersten Weltkrieg im Frontgebiet von Rheinebene und Vogesen ein, wo er als Leutnant am 9. Juni 1918 am Hartmannsweilerkopf schwer verletzt wurde und starb.
Das Grabmal in Laiz, das 1921 von dem Bildhauer Josef Henselmann angefertigt wurde und nach fast einhundert Jahren zusehends verwittert, trägt die Inschrift: Ich wollte formen und schaffen – aber Gott ließ meine Pläne zerschellen.

## Nachwirkung
Der künstlerische Nachlass von Xaver Henselmann – mit Entwürfen zu Architektenwettbewerben, Skizzenbüchern, Reiseskizzen und Kriegszeichnungen – wurde in den Jahren von 2012 bis 2014 als Depositum des Fürstlich Hohenzollerischen Haus- und Domänenarchivs im Landesarchiv Baden-Württemberg, Staatsarchiv Sigmaringen, erschlossen und seither in Ausstellungen und Veranstaltungen gezeigt.